# Гринч
„Гринч“ (или „Как Гринч открадна Коледа“; на английски: How the Grinch Stole Christmas) е американски коледен фентъзи комедийно-драматичен филм от 2000 г., режисиран от Рон Хауърд и по сценарий на Джефри Прайс и Питър С. Сийман. Базиран е на едноименната книга на д-р Сюс от 1957 г. Това е първата книга на д-р Сюс, адаптирана към пълнометражен игрален филм. Главните роли изпълняват Джим Кери като Гринч, Тейлър Момсън като Синди Лу Кой, Франк Уелкър като гласа на кучето Макс и Антъни Хопкинс като разкзавача. Джефри Тамбор, Кристин Барански, Бил Ъруин и Моли Шанън участват в поддържащи роли.
Тъй като филмът е базиран на детска книжка с картинки, са направени много промени и допълнения към сюжета, за да бъде доведен до пълнометражен, включително информация за предисторията на главния герой и преработка на второстепенния герой на историята Синди Лу Кой като главен герой. Повечето от римите, използвани в книгата, също са използвани във филма, въпреки че някои са променени и са въведени няколко нови рими. Филмът заимства някои елементи и от телевизионен филм от 1966 г. като зеления цвят на кожата на Гринч и песента „Ти си подъл, господин Гринч“.
Продуциран от Imagine Entertainment на Хауърд и Брайън Грейзър, „Гринч“ се разпространява от Universal Pictures. В Съединените щати филмът излиза на 17 ноември 2000 г. и получава смесени отзиви от критиците, които критикуват сценария, героите и тъмния тон на филма, но оценяват музиката на Джеймс Хорнър, изпълнението на Кери и гримът и костюмите. Филмът печели над 345 милиона щатски долара в световен мащаб, ставайки шестият най-доходоносен филм през 2000 г. и първоначално е вторият най-печеливш коледен филм за всички времена зад „Сам вкъщи“ (1990), докато и двата филма са надминати през 2018 г. от новата анимационна екранизация на историята за Гринч. Филмът печели наградата „Оскар“ за най-добър грим, както и номинации за най-добра художествена режисура и най-добър дизайн на костюми.

## „Гринч“ В България
В България филмът е разпространен по кината на 26 януари 2001 г. от „Съни филмс“, а по-късно е издаден на VHS през декември от „Александра Видео“.
През 2005 г. е издаден на DVD от „Прооптики България“.
На 25 декември 2009 г. филмът е излъчен по Нова телевизия с български дублаж. Дублажът е на „Арс Диджитал Студио“. Екипът се състои от:
| Преводач            | Надя Баева                                             |
| Режисьор на дублажа | Венета Маринова                                        |
| Тонрежисьор         | Михаил Михайлов                                        |
| Озвучаващи артисти  | Татяна Захова Мариана Жикич Светломир Радев Иван Танев |